# Wirtzfeld
Wirtzfeld is een plaats in de deelgemeente Rocherath van de Duitstalige gemeente Büllingen in de Belgische provincie Luik.

## Bezienswaardigheden
- De Sint-Annakerk
- Voetvallen

## Natuur en landschap

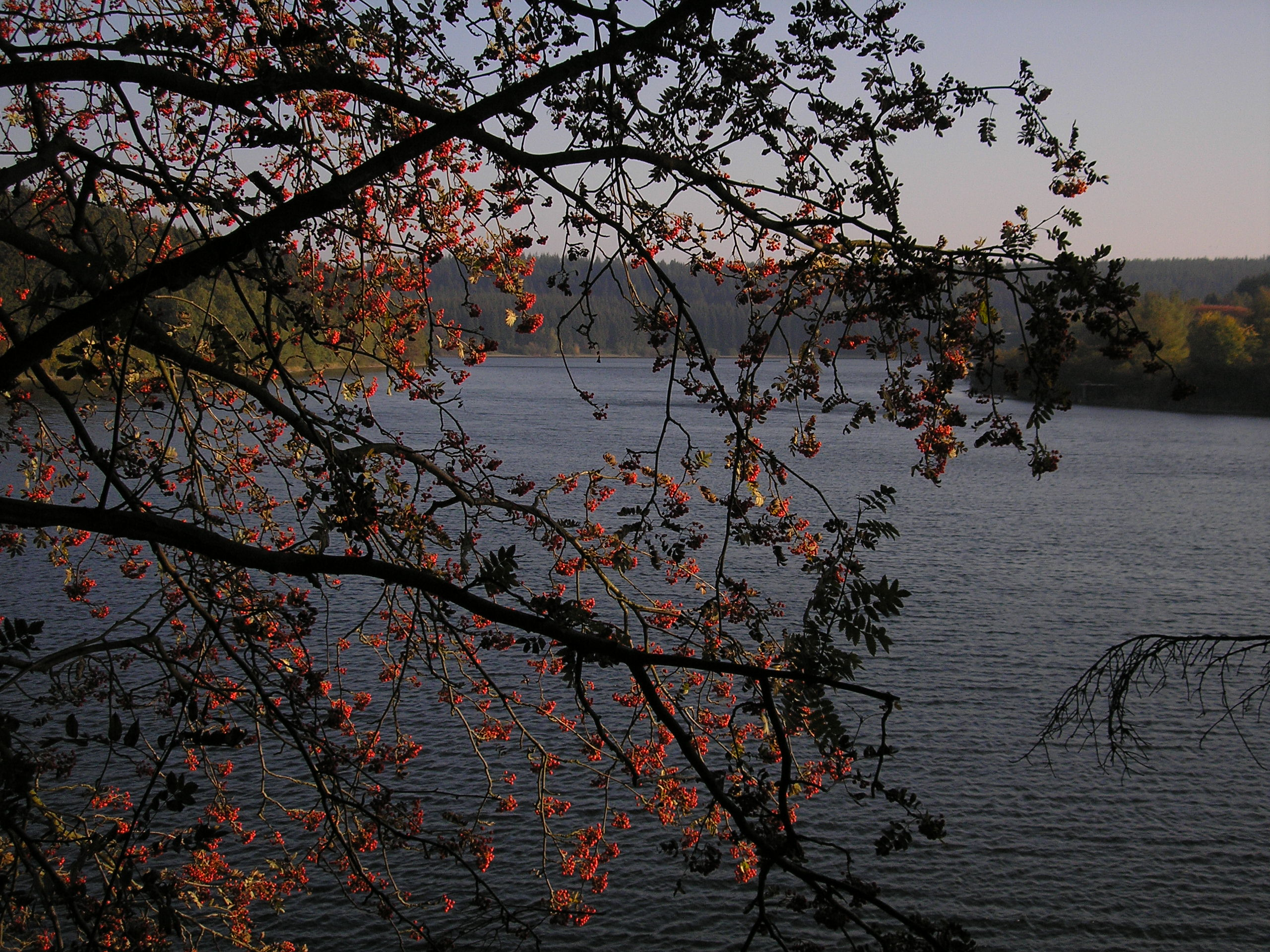
Stuwmeer

Wirtzfeld ligt aan de Holzwarche, een zijrivier van de Warche. Ter hoogte van Wirtzfeld stroomt de Holzwarche in het Meer van Bütgenbach. De hoogte bedraagt 590 meter.

## Nabijgelegen kernen
Büllingen, Krinkelt, Berg, Elsenborn
Deelgemeenten: Büllingen · Manderfeld · Rocherath

Overige kernen: Afst · Allmuthen · Andler Mühle · Berterath · Buchholz · Eimerscheid · Hasenvenn · Hergersberg · Holzheim · Honsfeld · Hüllscheid · Hünningen · Igelmonder Hof · Igelmondermühle · Kehr · Krewinkel · Krinkelt · Lanzerath · Losheimergraben · Medendorf · Merlscheid · Mürringen · Weckerath · Wirtzfeld

Belgische gemeenten · Duitstalige Gemeenschap · Arrondissement Verviers · Luik · Wallonië